# Csangnung (Vondzsong)
A Csangnung (Jangneung) (hangul: 장릉, handzsa: 章陵) Kjonggi (Gyeonggi) tartomány Kimpho (Gimpo) városában található Csoszon (Joseon)-kori koreai királysír, melybe Indzso (Injo) király posztumusz király rangra emelt apját temették.

## Története
Ikersírhalmokba temették a posztumusz királyi címet kapott Csongvon (Jeongvon) nagyherceget és feleségét, Jondzsu (Yeonju) hercegnét. Mivel eredetileg nem királysír volt, így bizonyos sírrészletek hiányoznak, például a naganszok (naganseok) kőkerítés a halmok körül vagy a sír alatti kőlap. Eredetileg Jangdzsu (Yangju) megyében (양주군), mjo (myo) típusú sírban temették el. Amikor fia, Indzso (Injo) király lett, a sír automatikusan von (won) rangot kapott, mivel a halottnak posztumusz nagyherceg cím járt ki (király apja lévén). A kimphói (gimphói) sírt 1626-ban építették Jondzsu (Yeonju) hercegné számára. 1627-ben Indzso (Injo) átköltöztette ide apja sírját, ami így a Hunggjongvon (흥경원, Heunggyeongwon) nevet kapta. 1632-ben a nagyherceg posztumusz király, a hercegné pedig posztumusz királyné rangot kapott, így a sírt királysír rangra emelték és átnevezték Csangnung (Jangneung)ra.
| Sír neve                    | Elhunytak neve | Év   |
| --------------------------- | --- | ---- |
| Csangnung (장릉, Jangneung) | Csongvon (정원, Jeongvon) nagyherceg (posztumusz: Vondzsong (원종, Wonjong) király) Jondzsu (연주, Yeonju) hercegné (posztumusz: Inhon (인헌, Inheon) királyné) | 1627 |